# 格訥羅索山

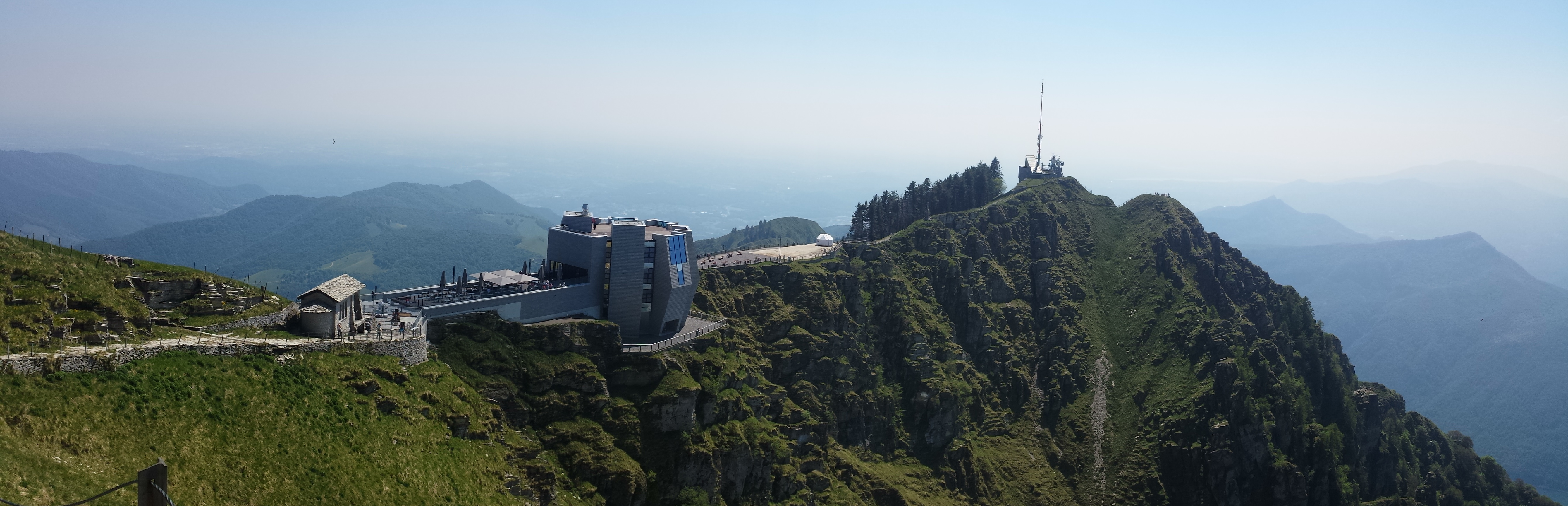

45°55′46.41″N 9°1′8.95″E / 45.9295583°N 9.0191528°E
格訥羅索山（義大利語：Monte Generoso），是南歐的山峰，位於意大利和瑞士接壤的邊境，屬於勒蓬廷山的一部分，處於盧加諾湖和科莫湖之間，海拔高度1,701米。